# Maison de Camille et Paul Claudel
La maison de Camille et Paul Claudel (ou maison de Paul et Camille Claudel, voire maison natale de Paul Claudel) est un musée situé dans la commune de Villeneuve-sur-Fère dans l'Aisne, en France.

## Historique
Ancien presbytère du XVIIIe siècle et du village avant la Révolution française, cette demeure est devenue la propriété de la mère de Camille et Paul Claudel par héritage. Vendu en 1870, il redeviendra presbytère jusqu'en 1960.
Le monument est inscrit au titre des monuments historiques en 1964. La maison de Camille et Paul Claudel, propriété de la Communauté d'agglomération de la Région de Château-Thierry (CARCT), est labellisée « Maisons des Illustres ».
Restaurée par la Conseil départemental de l'Aisne puis par la Communauté d'agglomération de la Région de Château-Thierry (CARCT) après avoir été longtemps à l'abandon, la maison devenue musée en 2018,.

## Description
C'est dans cette maison que Paul — qui y est né en 1868 — écrit ses premiers poèmes et que Camille découvre la sculpture. Elle « évoque et illustre la formation à la sensibilité artistique de ces deux artistes de renommée mondiale au contact de la terre du Tardenois, pays de leur enfance ».
Le musée présent des espaces scénographiques dédiés à Camille et Paul Claudel. Deux salles du rez-de-chaussée sont consacrées à Camille Claudel à travers des sculptures (copies et fontes posthumes) des photos des œuvres par d'Anne Schaefer, des textes d’écrivains et de critiques évoquant l’œuvre de la sculptrice à son époque.
La troisième salle est un salon de lecture présentant dans une bibliothèque des ouvrages de Paul Claudel, le plus souvent des éditions originales et des catalogues des grandes expositions de Camille Claudel.
Le premier étage est consacré à la vie et à l'œuvre de Paul Claudel. Dans la chambre natale, une vitrine présente des livres d’enfance de Camille et Paul avec des notes et dessins autographes.
Une deuxième pièce est consacrée au théâtre de Paul Claudel à travers une exposition temporaire annuelle. Enfin, dans la dernière chambre l’accent est mis sur la relation du frère et de la sœur, principalement à travers leurs œuvres.

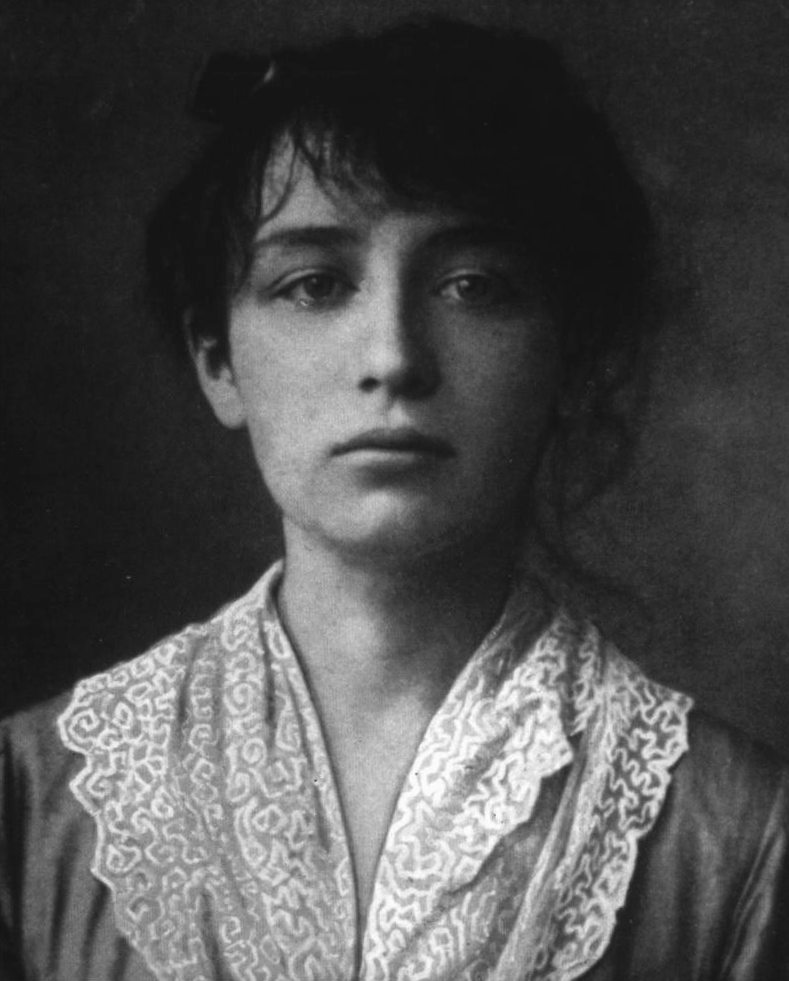
Camille Claudel
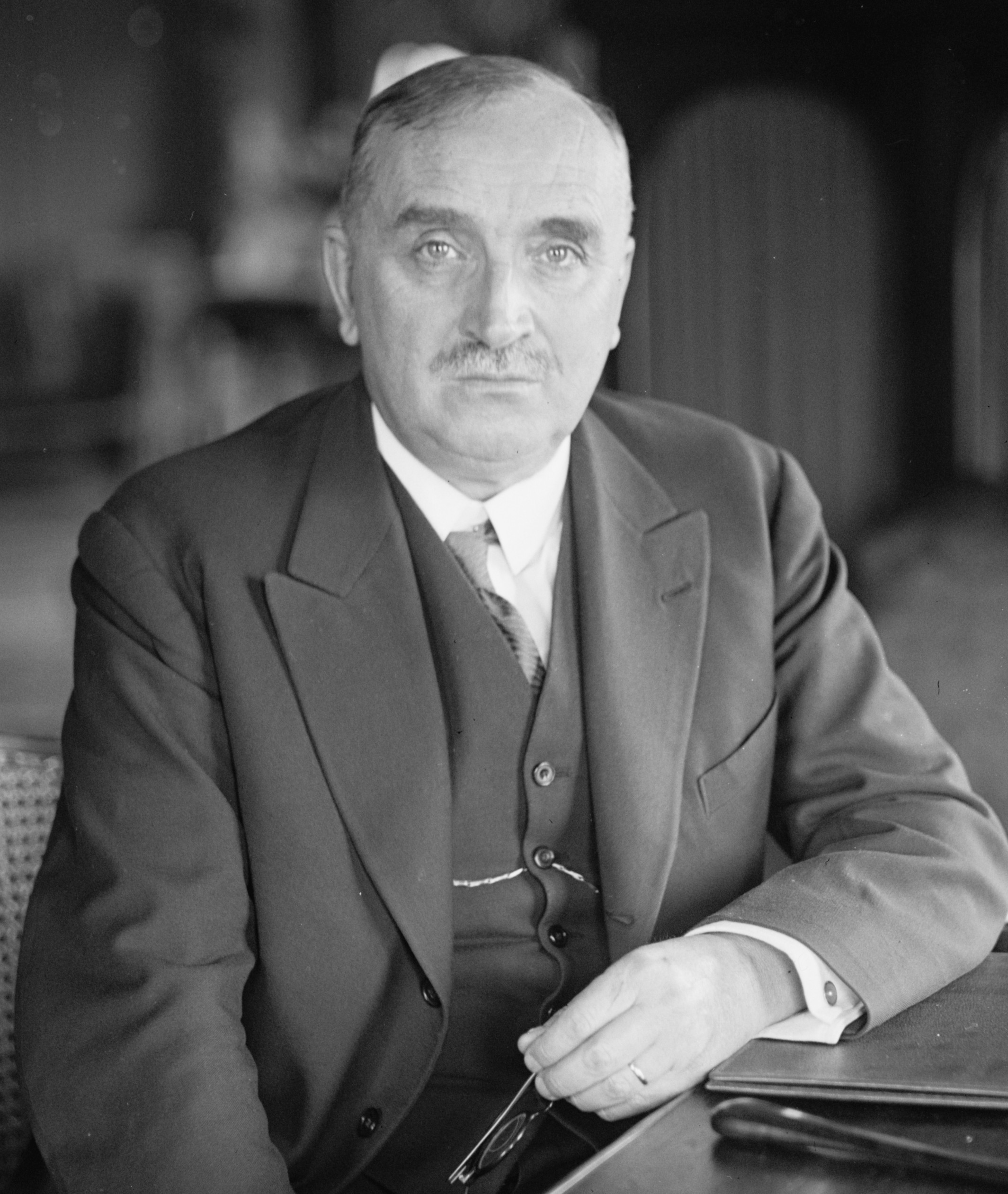
Paul Claudel.